# Sweet Memories'93
『Sweet Memories'93』（スウィート・メモリーズ ナインティ・スリー）は、松田聖子通算21枚目のオリジナル・アルバム。1992年12月2日発売。発売元はSony Records。

## 解説
既発表曲のリメイクを含む、バラード・アルバム。
アルバムタイトルにもなった1983年の楽曲「SWEET MEMORIES」、認知度の高い「抱いて…」は、リアレンジ&ヴォーカル・ニュー・ヴァージョンで収録。1990年に全米でもリリースされた「The Right Combination」も、日本語の歌詞にリニューアルされて再録された。
本作発売から約1か月後の大晦日にTBS系列で放送された第34回輝く!日本レコード大賞では「きっと、また逢える…」で最優秀歌唱賞を受賞した。

## 収録曲
特記以外 作詞:Seiko Matsuda,作曲:Seiko Matsuda & Ryo Ogura,編曲:Yuji Toriyama
1. SWEET MEMORIES （New Version）　（4:29）
  - 作詞:松本隆　作曲:大村雅朗
2. The Right Combination （Japanese New Version）　（4:30）
  - 作詞・作曲:M.Jat & M.Cruz　日本語詞:松田聖子
3. Paradise　（4:41）
4. きっと、また逢える…　（4:47）
  - TBS系列金曜ドラマ『おとなの選択』主題歌
5. Wanna know how （Album Version）　（4:05）
  - 作詞:Suzi Kim
  - アルバム中唯一のダンス楽曲。Album Versionと記載されているが、スタジオ音源は本作のみ。
  - 楽曲は「1992 Nouvelle Vague」ツアーにて先行披露されており、映像作品『LIVE 1992 Nouvelle Vague』に収録。
  - 2009年のコンサートツアーや2021年のコンサートツアーでも披露され、2009年は共作者の小倉がデュエットパートナーを務めた。
6. 抱いて… （New Version）　（4:37）
  - 作詞:松本隆　作曲:David Foster
7. You and Me and Time　（5:26）
  - 作詞: Suzi Kim
8. Paradise （English Version）　（4:41）
  - 作詞: Suzi Kim
9. 涙が乾く瞬間　（5:16）
  - 編曲: Ryo Ogura
10. Twinkle Star, Shining Star　（2:02）
  - 編曲: Ryo Ogura
  - 当時6歳の娘・SAYAKA（神田沙也加）との初の親子デュエット曲。

## 関連作品
- SWEET MEMORIES （New Version）　
  - Bible II
- Paradise　
  - Seiko Celebration
- きっと、また逢える…　
  - シングル「きっと、また逢える…#関連作品」を参照されたい
- 抱いて… （New Version）　
  - Bible II
  - Ballad 〜20th Anniversary
- 涙が乾く瞬間
  - Seiko Matsuda Best Ballad
- Twinkle Star, Shining Star　
  - LOVE Seiko Matsuda 20th Anniversary Best Selection
  - Seiko Matsuda Christmas Songs
  - SEIKO STORY〜90s-00s HITS COLLECTION〜

## カバー
- サラ・ヘロニモが2008年に英語カバーし、同年発売のアルバム『Just Me』に収録されている。